# Decano (militare)
Decano è solitamente l’appellativo col quale, nelle forze armate italiane, ci si riferisce o ci si rivolge al sottufficiale più anziano.
Nelle forze armate del mondo arabo Decano (arabo: عميد; translitterato: Amīd) è un grado che corrisponde nei paesi di tradizione britannica al brigadiere.
Il grado di Decano, o Capodecina è in vigore in alcune forze armate dei paesi nati dalla dissoluzione della ex Jugoslavia, dove, chi ricopre questo grado è un graduato di truppa, e in precedenza in vigore nelle Forze armate della  Jugoslavia Socialista, mentre in passato nell'Impero russo è stato un grado degli strelizi.

## Esercito romano
Nell'Esercito Romano il decano (dal greco deca, dieci, in latino deganus) era uno dei gradi della catena di comando dell'Esercito Romano, subalterno al centurione e comandava dagli otto ai dieci soldati di una unità denominata contubernium. Dieci contubernia formavano a sua volta una centuria. I soldati di uno stesso contubernium erano acquartierati con il decano nella stessa tenda e per questo erano definiti contubernales ed erano ricompensati o puniti insieme.
Il termine contubernium ha passato tutta la storia romana divenendo un termine adoperato addirittura dai soldati dell'esercito inglese dell'ottocento per indicare i compagni di tenda esattamente come accadeva nelle legioni dell'antica Roma.
Nella cavalleria il Decurione era al comando di una decuria (10 cavalieri) di cavalleria dell'esercito romano,

## Nel mondo arabo
Nelle forze armate del mondo arabo decano (arabo: عميد; translitterato: Amīd) è un grado intermedio tra colonnello (arabo: عقيد; translitterato: Aqīd) e brigadiere (arabo: لواء; translitterato: Līwa'ā, dove il grado di brigadiere è in realtà corrispondente al Maggior generale degli eserciti occidentali, mentre il Decano ha come corrispondente italiano il colonnello brigadiere del Regio Esercito o nell'attuale Esercito Italiano il colonnello in comando di brigata, o il generale di brigata; il grado corrisponde al brigadiere dei paesi di tradizione britannica.
Il significato di Amīd è quello di ufficiale che comanda 10.000 soldati.
Le marine del mondo arabo hanno gli stessi gradi delle altre forze armate e il grado è corrispondente al commodoro della Royal Navy e dei paesi di tradizione britannica o al Retroammiraglio metà inferiore della US Navy o al contrammiraglio di alcune marine militari tra cui la Marina Militare Italiana.

## Jugoslavia
Nelle Forze armate della Jugoslavia Socialista decano o capodecina (desetar) era un grado della truppa, il terzultimo grado della gerarchia militare.
In precedenza, nelle forze armate dello Stato dei Serbi, Croati e Sloveni e poi del Regno di Jugoslavia la denominazione di tale grado era Kapral (caporale).
Dopo la dissoluzione della Jugoslavia il grado è rimasto in vigore nelle forze armate della Repubblica Federale di Jugoslavia, dal 2003 Serbia e Montenegro, e infine dopo la separazione tra i due stati nelle forze armate di Serbia e Montenegro. 
Nelle Forze Armate croate il grado di capodecina (croato: desetnik) è omologo al sergente delle forze armate italiane.
Nelle forze armate slovene il grado ha tre livelli: Poddesetnik, Desetnik e Naddesetnik, traducibili come vice-capodecina, capodecina e primo capodecina, paragonabili al caporale, al caporale scelto e al caporal maggiore dell'Esercito Italiano, mentre a livello gerarchico capo (sloveno: Vodnik) è omologo al desetnik dell'esercito croato.
Nelle forze armate della Bosnia ed Erzegovina il grado è caporale (Kapral), come all'epoca del Regno di Jugoslavia.

## Cecoslovacchia
Nelle Esercito cecoslovacco (ceco: Československá lidová armáda; slovacco: Československá ludová armáda; acronimo: ČSLA) il grado era Desátník, omologo del caporale dell'Esercito Italiano.
Dopo la rivoluzione di velluto, che nel 1990 mise fine alla Repubblica Socialista Cecoslovacca (Československá socialistická republika in ceco e slovacco, ČSSR) e il successivo scioglimento nel 1993 della Repubblica Federale Ceca e Slovacca (ceco: Česká a Slovenská Federativní Republika, ČSFR, slovacco: Česká a Slovenská Federatívna Republika, ČSFR) nella Repubblica Ceca (in ceco Česká republika) o Cechia e Slovacchia (in slovacco Slovensko) il grado è stato ereditato dalle forze armate della Repubblica ceca e della Slovacchia.
Nelle forze armate della Repubblica Ceca il grado di Desátník è omologo al caporale dell'Esercito Italiano, mentre nelle forze armate della Slovacchia il grado di Desiatnik è omologo al caporal maggiore dell'Esercito Italiano.

## Impero russo
Nell'Impero russo capodecina (деся́тник; translitterato: Desjatnik) era un grado degli strelizi ed era a capo di un gruppo di dieci uomini, omologo del caporale (капра́л; translitterato: Kapral) dell'Esercito imperiale russo. Gli strelizi, furono nell'Impero russo un corpo fondato dallo zar Ivan IV, in forza dal XVI secolo agli inizi del XVIII secolo, e soppresso dallo zar Pietro il Grande che lo sostituì con la Guardia imperiale russa, e costituivano la Guardia reale dello zar al Cremlino di Mosca, paragonati dagli storici ai Pretoriani romani e ai Giannizzeri ottomani.